# 斎武雄
斎 武雄（さい たけお、1896年（明治29年）2月 - 1953年（昭和28年）12月14日）は、日本の政治家、弁護士。参議院議員（日本社会党）。

## 略歴
1896年（明治29年）2月、宮城県に生まれる。1920年（大正9年）7月に法政大学専門部法律科を卒業し、同年弁護士試験に合格。
1947年（昭和22年）、第1回参議院議員通常選挙に宮城選挙区から出馬し、当選する（上位当選で任期6年）。また、仙台弁護士会常議員会議長、東北弁護士会連合会幹事などを歴任。

## 共著
- 『高等試験口述問答集 第1輯』（受験界社、1925）